# لیبووه
لیبووه (به لاتین: Libohovë) یک شهرک در آلبانی است که در Libohovë municipality واقع شده‌است.